# 三嫁惹君心
《三嫁惹君心》（英語：Marry Me），2020年中国大陆架空古裝剧，改編自晉江文學城網絡小說，明月听风所著的《三嫁》，由邢昭林、肖燕领衔主演、聂子皓、黄一琳、张天霖、吳奇隆等演出，爱奇艺于2020年9月9日首播。

## 劇情概要
居沐兒原本閒逸的生活因師父師伯音含冤枉死而瞬息萬變，並因此雙目暫時失明，誤打誤撞之下闖入京城首富龍躍的生活中。居沐兒決心替師父昭雪沉冤，豈料接二連三的案件將二人牽扯其中。龍躍和居沐兒為了查案，主動提出與居沐兒協議假成婚。然朝夕相處中，二人漸生情愫，居沐兒不想師父的案情牽連龍家，便設計讓龍躍產生誤會從而休妻。事後龍躍得知真相，二人再結姻緣。隨著調查深入，案情越發撲朔迷離，居沐兒險遭滅口，龍家也陷入前所未有的困境。二人心繫彼此，卻不得不為了對方暫且和離，共同對敵。當真相大白一切都塵埃落定，龍躍再次迎娶三嫁於他的居沐兒，終於幸福相擁。

## 播出时间
| 频道   | 所在地      | 播出日期     | 播出时间                           | 备注 |
| ------ | ----------- | ------------ | ---------------------------------- | ---- |
| 爱奇艺 | 中国 · 臺灣 | 2020年9月9日 | 每週三至五20:00更新、會員搶先看4集 |      |

## 演员列表

#### 主要演员
| 演員   | 角色   | 介紹 |
| 邢昭林 | 龍躍   | 京城第一首富。愛財如命、傲嬌毒舌，內心卻善良柔軟的龍家二少爺。與居沐兒由假夫妻變成真夫妻                                                                               |
| 肖燕   | 居沐兒 | 睿智聰慧的女琴師，因師父師伯音含冤枉死而被捲入陰謀，並致雙目暫時失明。為了替含冤而死的師父昭雪，而意外與龍躍發生各種糾葛，並在相處中漸生情愫。與龍躍由假夫妻變成真夫妻 |

### 其他演员
| 演員   | 角色   | 介紹 |
| 聂子皓 | 云青贤   | 刑部侍郎。表面看起來溫柔，和居沐兒互動頗多，實則利用居沐兒是師伯音弟子的關係查找當年的真相。用手段博取信任，承諾再深入調查會親手殺之，想探聽到居沐兒的訊息，甚至於手下早就對居沐兒暗藏殺機，只是念及舊情沒有下手而已。 |
| 李鹤   | 龍腾   | 烏金衛指揮使，龍家的老大，心思睿智深沉，辦事沉穩可靠。 |
| 王霏   | 范小六 | 烏金衛副指揮使。 |
| 刘一曈 | 舒若晨 | 舒家的養女，個性刁蠻不拘小節。從小被舒家專門培養，希望她能進宮和舒貴妃一樣。是一位端莊大氣的閨秀，但其實性格活潑，內心渴望擺脫被支配的生活，嚮往自由。喜歡龍家老大龍騰。                                               |
| 鞠可儿 | 蘇晴   | 居沐兒朋友，舒家小姐的丫鬟。 |
| 邱士纶 | 龍飛   | 京城名門龍家三少爺，蟬聯三屆武林盟主，是個器雲軒昂的江湖俠士，承襲家族好傳統～疼老婆。 |
| 黄一琳 | 鳳舞   | 西閩國天星大祭司，同時也是一名女殺手，個性天真率直，但做事認真有條理。喜歡龍家三公子。 |
| 李心博 | 丁妍珊 | 丁太師府二小姐，大小姐脾氣，敢愛敢恨說一不二，從小養尊處優。認為龍二公子是她勢在必得的佳婿人選，最執著的追求者。 |
| 董馨   | 丁妍香 | 丁太師府大小姐，喜歡青贤。 |
|        | 李珂   | 龍躍的得力助手 |
| 吳奇隆 | 師伯音 | 居沐兒的師父。 |
| 岳跃利 | 居勝   | 居沐兒的父親，在酒家做掌櫃。 |
| 潘仪君 | 太后   | |
| 黃志瑋 | 朱富   | 天下第一樓掌櫃 |
| 刘思彤 | 舒贵妃 | 舒若晨的姑姑 |
| 辛月   | 纪艳   | 師伯音舊識。西閩國公主 |
| 张天霖 | 舒博   | 舒若晨父親 |
| 施羽   | 丁盛   | 當朝太師兼內閣首輔 |
| 安唯綾 | 林悅瑤 | 六藝坊坊主，本名雅黎麗，喜歡師伯音 |
| 震     | 史泽春 | |

## 电视剧歌曲
| 曲序 | 曲目                         |        | 作曲   | 编曲   | 演唱   |
| ---- | ---------------------------- | ------ | ------ | ------ | ------ |
| 1.   | 相思弦（片头曲）             | 呂楨   | 廉山   | 剛     | 郭靜   |
| 2.   | 梨花雨（片尾曲）             | 栗錦   | 栗錦   | 張艺   | 不才   |
| 3.   | 花自飄零水自流（插曲）       | 李賢軒 | 剛     | 剛     | 安唯綾 |
| 4.   | 梨花雨（男聲鋼琴版）（插曲） | 栗錦   | 栗錦   | 張艺   | 栗錦   |
| 5.   | 朝暮令（插曲）               | 林喬   | 李全   | 廖正星 | 云の泣 |
| 6.   | 惹（推廣曲/插曲）            | 林喬   | 鄭國鋒 | 韓俊平 | 銀临   |